# Hoog Molen

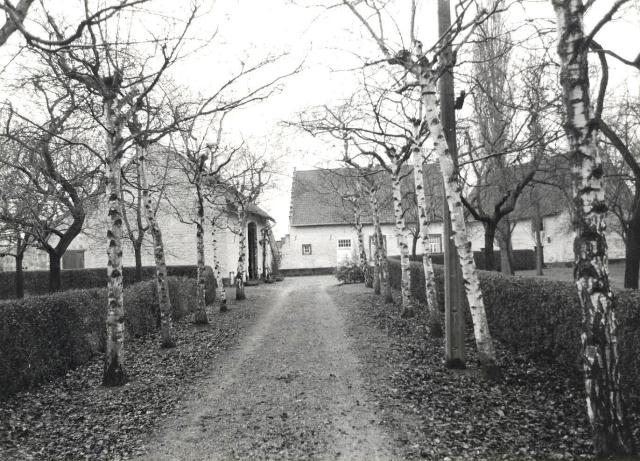

De Hoog Molen is een boerderij gelegen aan de Zepperenweg 253 te Zepperen in de Belgische gemeente Sint-Truiden.
De hoeve ligt aan de Melsterbeek. Het betreft een verzameling losstaande gebouwen die om een erf gegroepeerd zijn. Deze gebouwen zijn witgekalkt en van een geteerde plint voorzien. Het erf is bereikbaar via een dreef.
De kern van de hoeve dateert van 1617, een jaartal dat met muurankers op het woonhuis is aangebracht. Haaks op dit woonhuis bevinden zich een dwarsschuur en een stal.
Mogelijk is hier ook een watermolen aanwezig geweest. Daar is echter niets meer van over.
In 1979 werd de hoeve beschermd als monument, en de omgeving ervan werd beschermd als landschap.